# Гальйоле
Гальйоле, Ґальйоле (італ. Gagliole) — муніципалітет в Італії, у регіоні Марке, провінція Мачерата.
Гальйоле розташоване на відстані близько 160 км на північ від Риму, 60 км на південний захід від Анкони, 32 км на захід від Мачерати.
Населення — 622 особи (2014).
Щорічний фестиваль відбувається 8 травня. Покровитель — святий Михайло.

## Демографія
Населення за роками:

Станом на 1 січня 2023 року в муніципалітеті офіційно проживало 16 іноземців з 8 країн, серед них 7 громадян країн Євросоюзу.

## Сусідні муніципалітети
- Кастельраїмондо
- Мателіка
- Сан-Северино-Марке